# Nowzeh
Nowzeh (persiska: نوزه) är en ort i Iran.   Den ligger i provinsen Khorasan, i den nordöstra delen av landet, 700 km öster om huvudstaden Teheran. Nowzeh ligger 1 466 meter över havet och antalet invånare är 191.
Terrängen runt Nowzeh är huvudsakligen platt, men åt sydost är den kuperad. Terrängen runt Nowzeh sluttar norrut.Runt Nowzeh är det ganska glesbefolkat, med 25 invånare per kvadratkilometer. Närmaste större samhälle är Ḩeşār-e Yazdān, 2,8 km norr om Nowzeh. Trakten runt Nowzeh består i huvudsak av gräsmarker.